# Episodi di T@gged (seconda stagione)
La seconda stagione della serie televisiva T@gged, composta da 12 episodi, è stata pubblicata negli Stati Uniti, da go90, dal 9 maggio all'11 luglio 2017.
In Italia la stagione verrà pubblicata nel febbraio 2020 su TIMvision.
| nº | Titolo originale | Titolo italiano | Pubblicazione USA | Pubblicazione Italia |
| -- | ---------------- | --------------- | ----------------- | -------------------- |
| 1  | Resurrection     |                 | 9 maggio 2017     | febbraio 2020        |
| 2  | Digging          |                 | 9 maggio 2017     | febbraio 2020        |
| 3  | Spotlight        |                 | 9 maggio 2017     | febbraio 2020        |
| 4  | Nicki            |                 | 16 maggio 2017    | febbraio 2020        |
| 5  | Edit Tricks      |                 | 23 maggio 2017    | febbraio 2020        |
| 6  | Runaway          |                 | 30 maggio 2017    | febbraio 2020        |
| 7  | New Friends      |                 | 6 giugno 2017     | febbraio 2020        |
| 8  | Confrontation    |                 | 13 giugno 2017    | febbraio 2020        |
| 9  | Chemistry        |                 | 20 giugno 2017    | febbraio 2020        |
| 10 | Control          |                 | 27 giugno 2017    | febbraio 2020        |
| 11 | KingCobra        |                 | 4 luglio 2017     | febbraio 2020        |
| 12 | Snaked           |                 | 11 luglio 2017    | febbraio 2020        |